# إم بي سي الفارسية
إم‌ بي‌ سي الفارسية (بالإنجليزية: MBC Persia)‏ هي قناة تلفزيونية سعودية مفتوحة تابعة لمركز تلفزيون الشرق الأوسط وهي موجهة لمتحدثي اللغة الفارسية، حيث تختص ببث الأفلام والبرامج الأمريكية مترجمة إلى اللغة الفارسية. وقد بدأت البث في 9 يوليو 2008 في الساعة 11:30 بتوقيت غرينيتش على الأقمار الصناعية عرب سات ونايل سات وياه سات.